# Aiguabella
Aiguabella és un poble de la Vall Fosca, pertanyent al municipi de la Torre de Cabdella, dins del seu terme municipal primigeni. També forma part de l'entitat municipal descentralitzada d'Espui.
Està situat dos quilòmetres al nord de la Torre de Cabdella, lleugerament enlairat a l'esquerra del Flamisell. S'hi accedeix per una pista rural asfaltada que surt del quilòmetre 15,5 de la carretera L-503 i mena a Aiguabella en uns 750 metres.

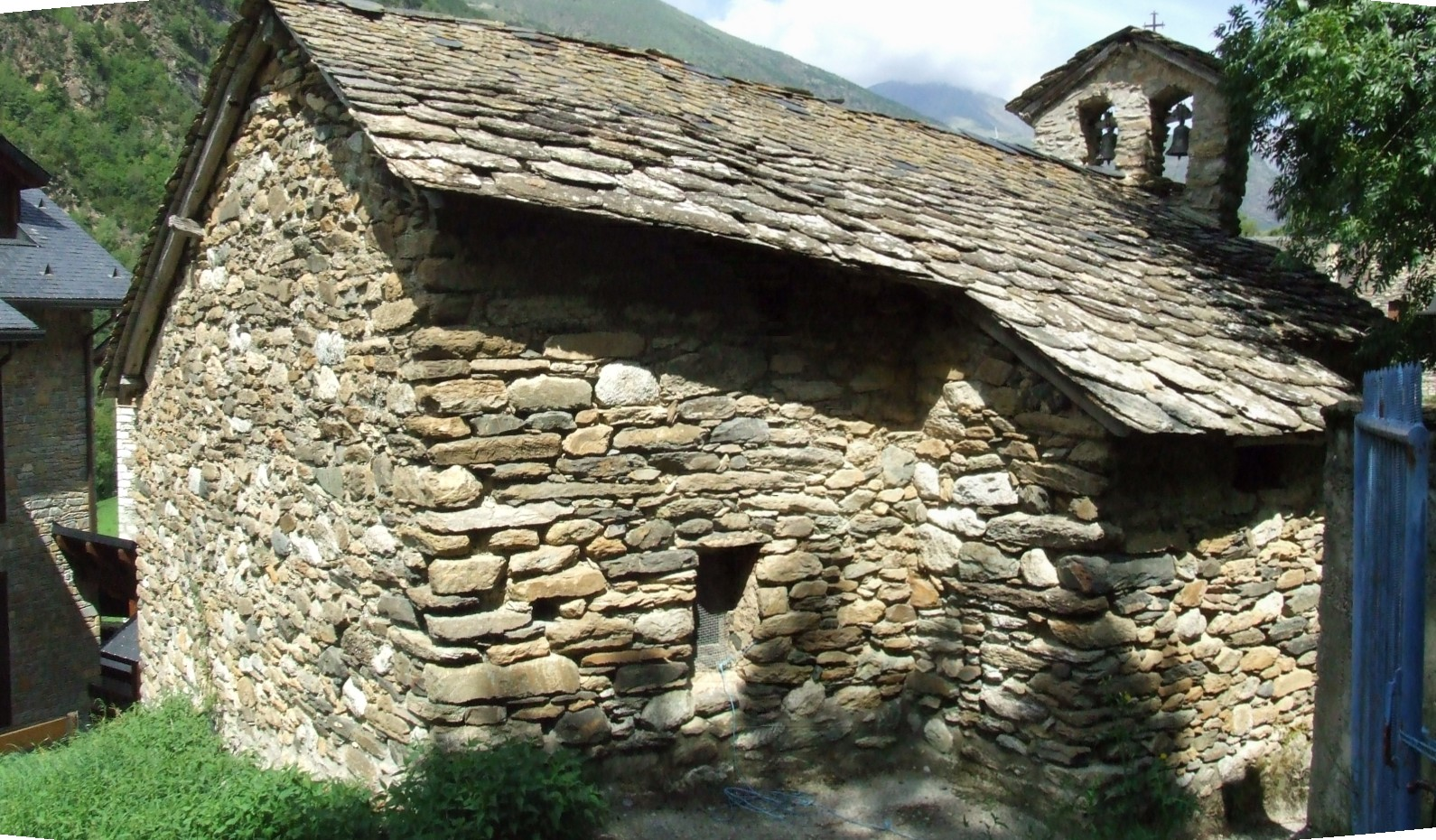
Sant Pere d'Aiguabella

L'església d'Aiguabella està dedicada a sant Pere. Al segle xviii era sufragània de Sant Martí de la Torre de Cabdella, però el 1904 fou agregada a Sant Julià d'Espui. D'aquesta església procedeix un fragment de pintura gòtica del segle xiv que es troba en el Museu Diocesà de la Seu d'Urgell.

## Etimologia
Aiguabella és un topònim ja romànic de caràcter descriptiu. Es refereix a l'abundor i bondat de l'aigua que hi ha a les fonts d'aquest poble.

## Història

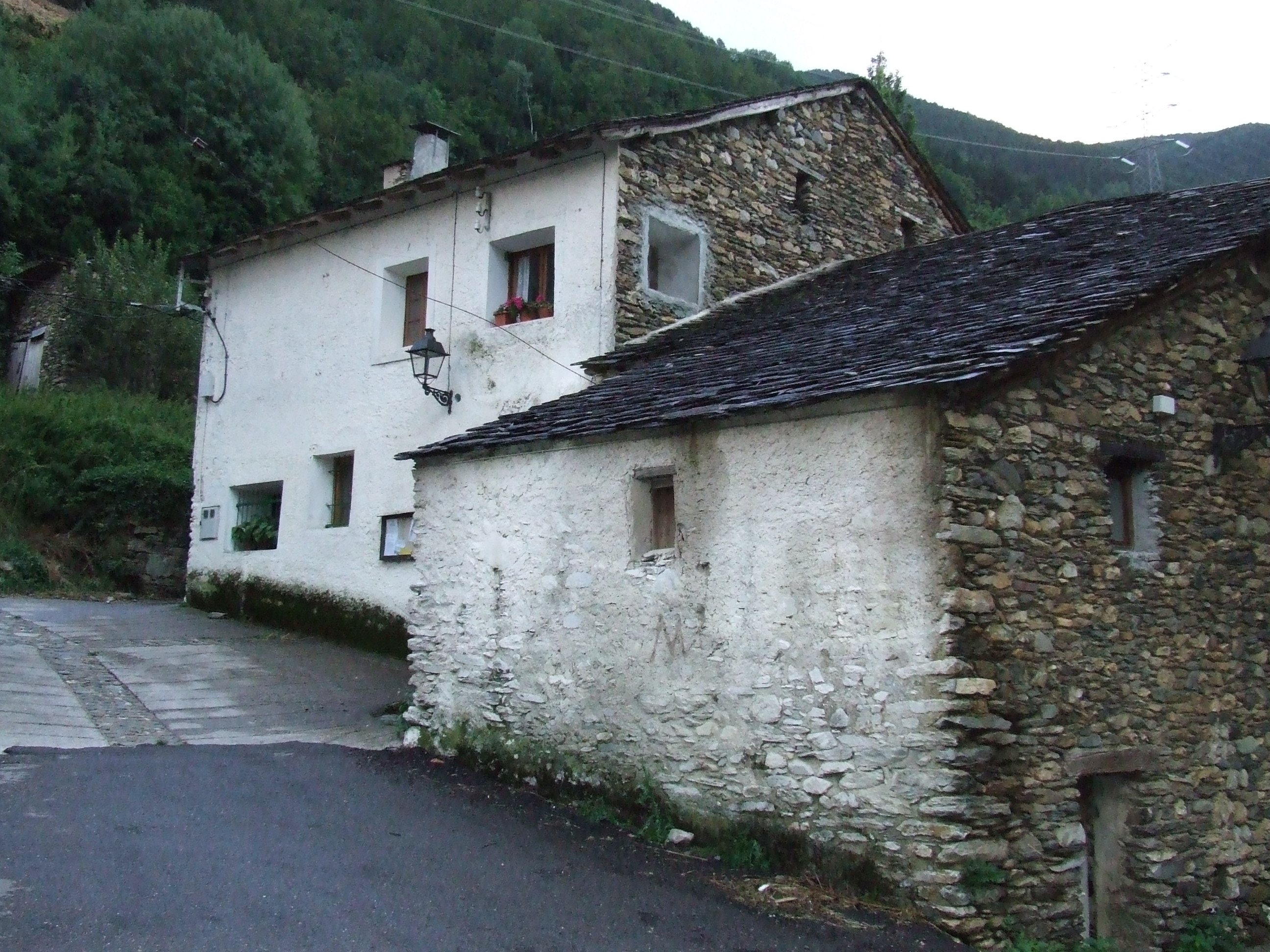
Casa Erill

El 1790 el lloc d'Aiguabella tenia 2 cases. Ha estat sempre el poble més petit de la vall, i en el moment de màxima esplendor va arribar a quatre cases: Erill, Mora, Rosset i Tapiró. A darreries del segle xx i principis del XXI només quedava Casa Erill habitada, amb 6 habitants. El 2019 tenia 18 habitants.
Fins a l'extinció dels senyorius (any 1831), Aiguabella pertangué a la baronia d'Erill, després comtat.
Entre 1812 i el febrer del 1847 Espui i Aiguabella gaudiren, conjuntament, d'ajuntament propi. Es formà a partir de la promulgació de la Constitució de Cadis i el seu desplegament, i fou suprimit, agregant-lo a la Torre de Cabdella, a causa del límit fixat en la llei municipal del 1845 del mínim de 30 veïns (caps de família) indispensables per a mantenir l'ajuntament propi.

## Festes i tradicions
En ser un poble tan petit, els d'Aiguabella concorrien a les festes d'Espui, que consideraven com a seves.
Jaume Arnella, també dedica un esment a Aiguabella en el seu Romanço de la Vall Fosca, romanç tradicional de nova creació (1992). Després del fragment dedicat a Pobellà diu:
| «                                         | Ve la Torre de Cabdella, Aiguabella i la Central, Espui, i a dalt de tot queda Cabdella, que és el més alt. | » |
| — Jaume Arnella, Romanço de la Vall Fosca | |   |